# Pascal Bader
Pascal Bader (Solothurn, 24 settembre 1982) è un ex calciatore svizzero, di ruolo difensore.

## Palmarès

### Club

#### Competizioni nazionali
- Coppa del Liechtenstein: 2

Vaduz: 2009-2010, 2010-2011